# Силва, Мария Паула
Мария Паула Гонсалвес да Силва (прозвище ― "Мэджик Паула") (порт. Maria Paula Gonçalves da Silva; родилась 11 марта 1962 года в Озвалду-Крус, Сан-Паулу) ― бразильская баскетболистка. Является одним из величайших игроков своей страны, вместе с Ортенсией Маркари и Жанет Аркейн. В бразильской женской национальной баскетбольной команде Паула является вторым по результативности бомбардиром с результатом в 723 очка (после Ортенсии).
Паула стала членом женского баскетбольного зала славы в 2006 году и Зала славы ФИБА в 2013 году.

## Карьера
Паула начала играть в баскетбол в возрасте десяти лет, и в 1974 году была приглашена в клуб Ассис Тэнис. Полтора года спустя команда распалась  и Паула переехала в Жундиаи, чтобы начать играть в составе команды Колегио Дивино Сальвадор. Спустя несколько месяцев она была отобрана  в сборную, несмотря на то, что ей на тот момент было только четырнадцать лет. В 1988 году Паула играла в Испании, но получила травму колена, и трудности с адаптацией в чужой стране вынудили её вернуться  в Бразилию в 1991 году.
В 1979 году она помогла своей команде занять четвёртое место на Панамериканских играх, проходивших в Пуэрто-Рико. В 1983 году чемпионат мира состоялся в Бразилии. Корреспондент Хуарес Араужу сравнил игру Паулы с игрой Мэджик Джонсон, после чего Паула и получила прозвище «Мэджик Паула». В том же году Паула и её команда улучшили свой предыдущий  результат, выиграв бронзовые медали в Венесуэле, а в 1987 году был сделан ещё один шаг вперед: они были удостоены серебряных медалей на Играх в Индианаполисе. В 1991 году Паула и бразильская женская сборная по баскетболу завоевали золотые медали на Панамериканских играх, проходивших на Кубе. Паула стала тем игроком, который больше всего импонировал президенту Кубы Фиделю Кастро.
В 1992 году команда Бразилии впервые смогла принять участие в Олимпийских играх. Бразильянки заняли тогда седьмое место на Олимпиаде в Барселоне.
В 1993 году, Паула начала играть в клубе Понте-Прета, где она играла вместе с Ортенсией и вместе они одержали победу на чемпионате мира. После этого Паула вернулась в Пирасикабе.
В 1994 году Паула в составе сборной выиграла женский чемпионат мира по баскетболу в Австралии. Бразилия стала единственной страной, кроме СССР или США, которая выходила победительницей в этом соревновании. (Австралия стала четвёртой в 2006 году). Паула была названа лучшим игроком этого турнира. В 1996 году она завоевала серебряную медаль на Олимпийских играх в Атланте, и ушла из сборной после победы в 1997 году на чемпионате Америки ФИБА. Затем она по-прежнему выступала за клубы вплоть до ухода из спорта в 2000 году.
После этого Паула стала предпринимателем и директором Сентро Олимпико Ибирапуера, также работала некоторое время в Бразилии в Министерстве спорта. Была комментатором нескольких баскетбольных турниров: в Панамериканских игр 2011, летних Олимпийских игр 2012, а также в нескольких плей-оффах НБА и матчах всех звезд НБА с 2014 года.